# Національний парк Рас-Мухаммад
Національний парк Рас-Мухаммад (араб. رأس محمد) — національний парк в Єгипті, розташований на південному краю Синайського півострова, між Суецькою та Акабською затоками. Два великих острова, Тиран і Санафір, що також входять до парку, знаходяться на вході до Акабської затоки. Парк розташований на території туристиного району Червономорська Рив'єра та дуже популярний серед відвідувачів. Найближче місто до нього — Шарм-ель-Шейх, розташоване за 12 км на північ від основної частини парку. Парк включає як наземні території (135 км²), так і акваторію біля них (345 км²).
Біля узбережжя парку знаходиться кораловий риф, де мешкають 220 видів коралів, у тому числі 125 видів м'яких коралів. Переважно риф знаходиться 50-100 см нижче за рівень моря, досягаючи ширини 30-50 м на більшій частині своєї довжини, а на деяких ділянках — ширини до 9 км. Акулячий риф та риф Йоланди особливо популярні серед любителів підводного плавання, також популярний затонулий британський корабель Thistlegorm. В районі рифу водяться понад 1000 видів риб, 40 видів морських зірок, 25 видів морських їжаків, понад 1000 видів молюсків і 150 видів ракоподібних. Також тут часто з'являються морські черепахи, зокрема зелена черепаха і бісса.
На суші існують різноманітші середовища, зокрема гори і долини, прибережні рівнини і піскові дюни. Серед рослин поширена акація та пальми Hyphaene thebaica. Багато рослин-ефемерів з'являються під час періоду дощів. Близько 2 га. території вкрито мангровими зарощами. Парк є важливим для перелітних птахів, що зупиняються тут для відпочинку та харчування.
Ще однією пам'яткою парку є тріщини у землі, що залишилися від землетрусів. Ці тріщини мають довжину близько 40 м, ширину 0,2-1,5 м та глибину до 14 м. Більша частина з них наповнені водою та частково замулені.

## Галерея

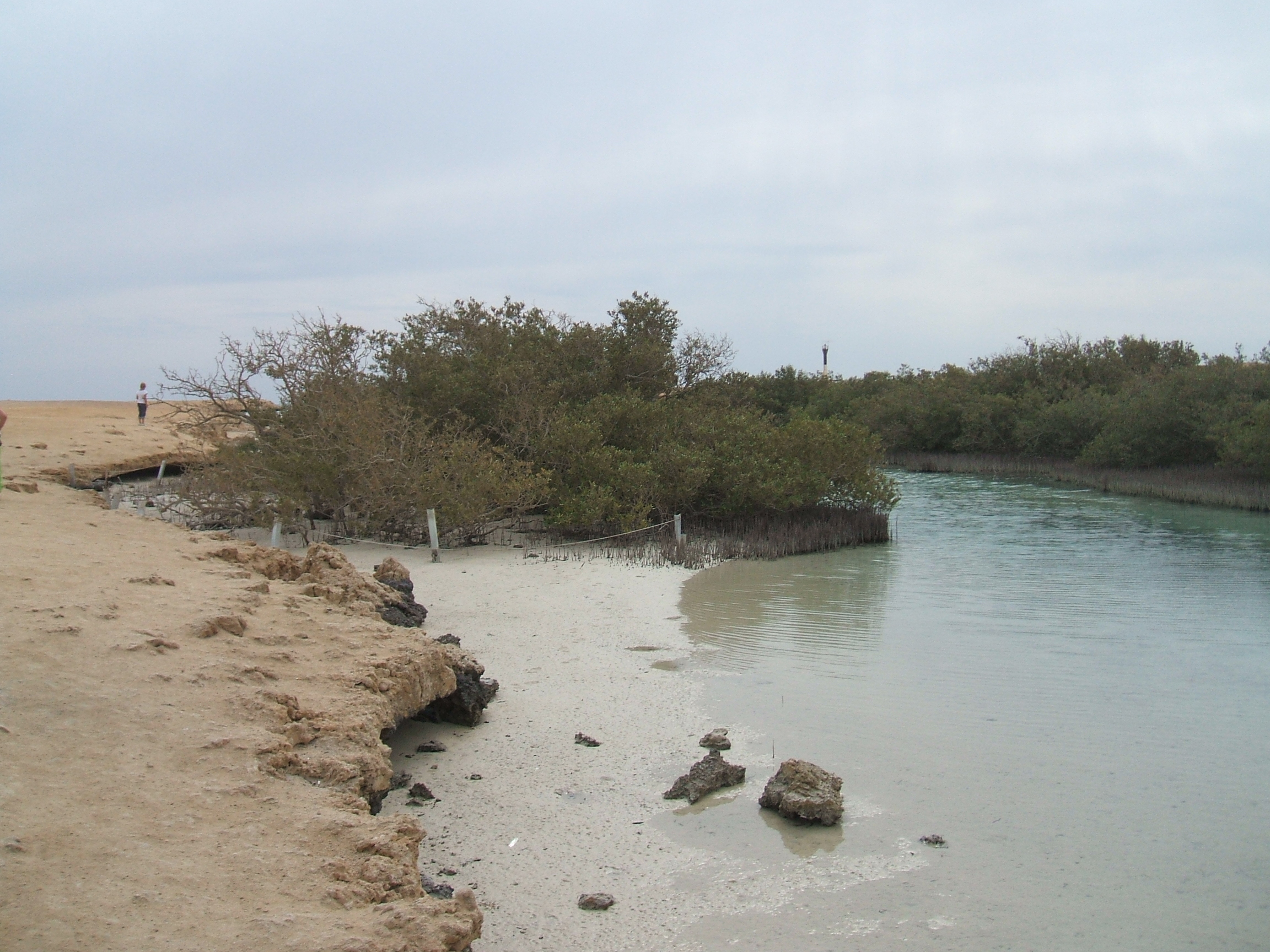
Мангрові зарості
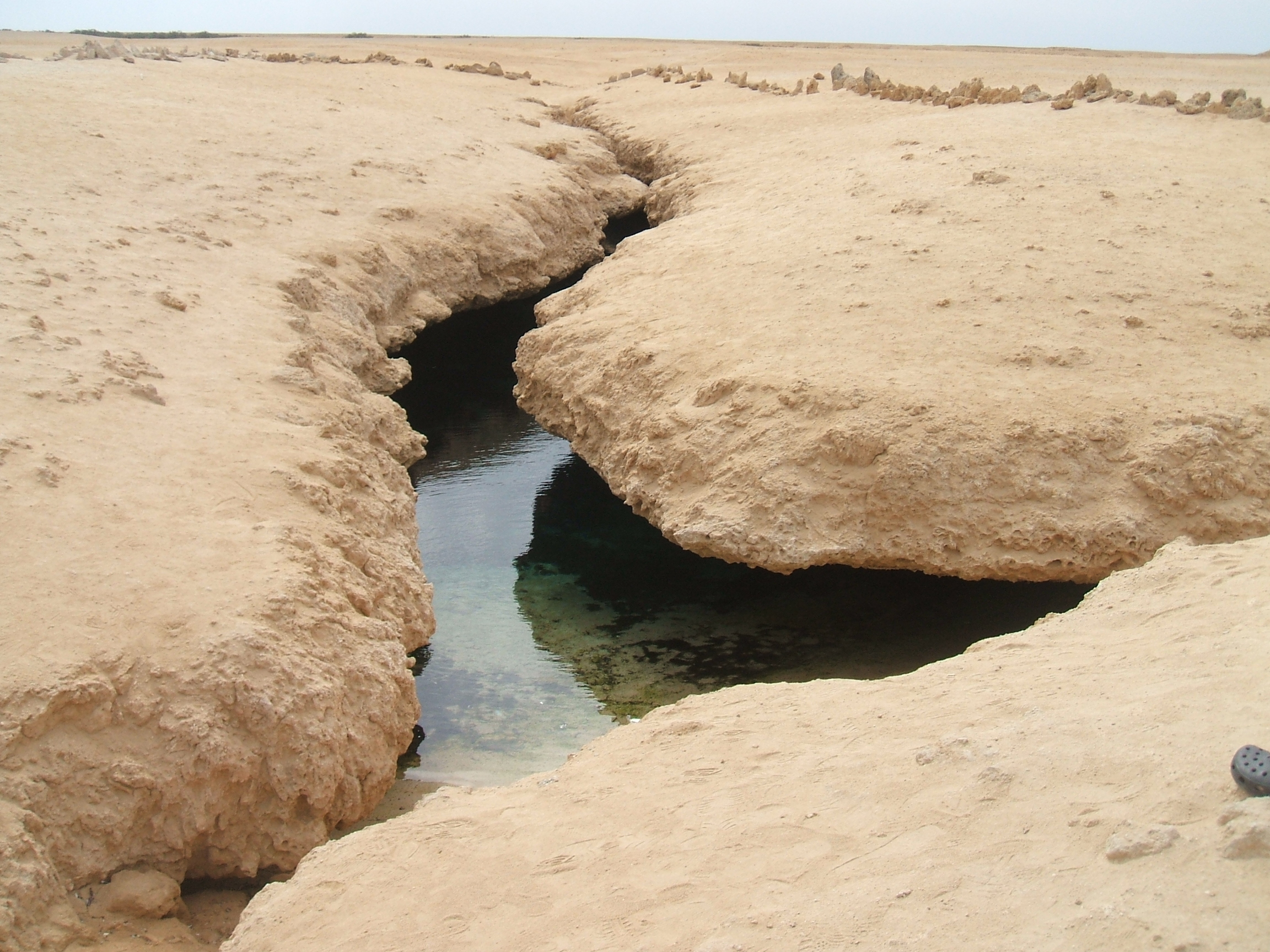
Тріщини від землетрусу
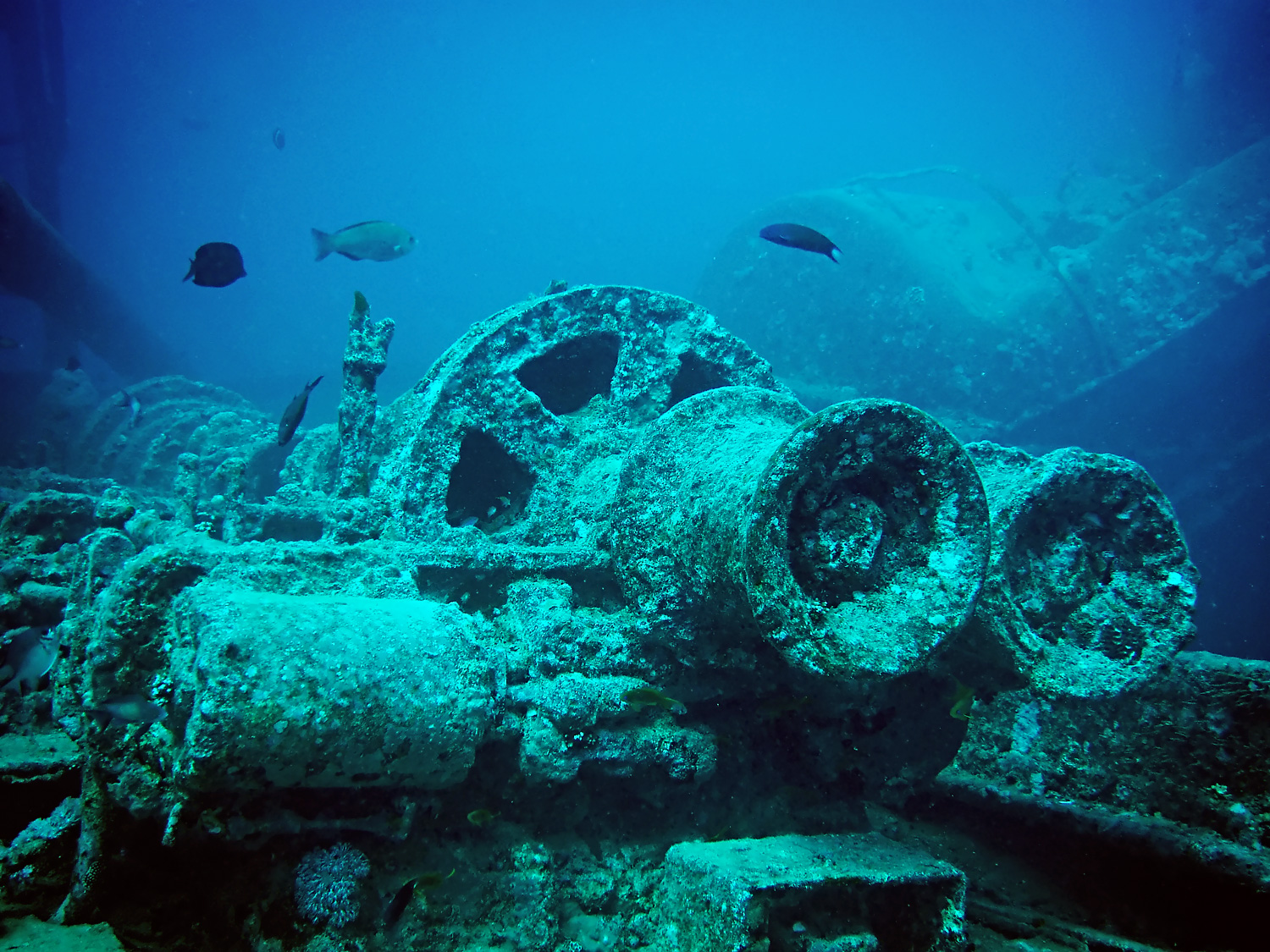
Затонулий корабель Thistlegorm
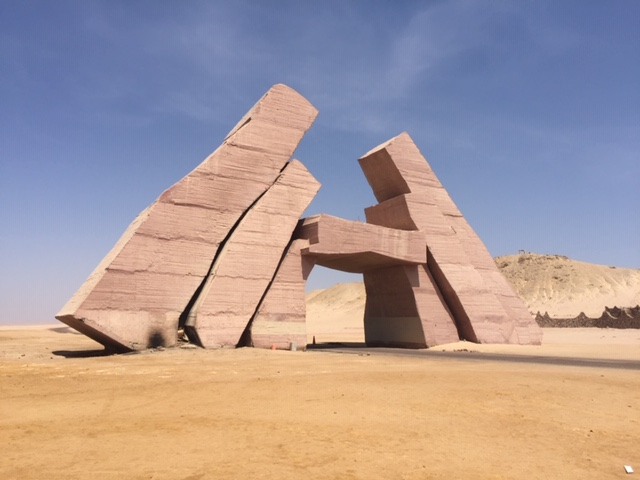
Ворота Аллаха